# Бад-Целль
Бад-Целль (нем. Bad Zell) — ярмарочная коммуна (нем. Marktgemeinde) в Австрии, в федеральной земле Верхняя Австрия. 
Входит в состав округа Фрайштадт.  Население составляет 2769 человек (на 31 декабря 2005 года). Занимает площадь 46 км². Официальный код  —  40627.

## Политическая ситуация
Бургомистр коммуны — Хуберт Тишлер (АНП) по результатам выборов 2003 года.